# Кубок Білорусі з футболу 2003—2004
Кубок Білорусі з футболу 2003–2004 — 13-й розіграш кубкового футбольного турніру в Білорусі. Титул вперше здобув Шахтар.

## Календар
| Раунд        | Дата             | Матчі | Клуби   |
| ------------ | ---------------- | ----- | ------- |
| Перший раунд | 6 червня 2003    | 8     | 36 → 28 |
| Другий раунд | 9-10 серпня 2003 | 12    | 28 → 16 |
| 1/8 фіналу   | 8 жовтня 2003    | 8     | 16 → 8  |
| 1/4 фіналу   | 3 квітня 2004    | 4     | 8 → 4   |
| 1/2 фіналу   | 7/11 квітня 2004 | 4     | 4 → 2   |
| Фінал        | 16 травня 2004   | 1     | 2 → 1   |

## Перший раунд
| Команда 1                | Рахунок      | Команда 2                   |
| ------------------------ | ------------ | --------------------------- |
| 6 червня 2003            |              |                             |
| Гомель-2 (3)             | 0:1 дч       | Береза (2)                  |
| Комунальник (Жлобін) (3) | 1:2          | Сморгонь (2)                |
| Лівадія (Дзержинськ) (3) | 0:2          | Ведрич-97 (Річиця) (2)      |
| Верас (Несвіж) (3)       | 1:2 дч       | Хімік (Світлогорськ) (2)    |
| Забудова (Чисть) (3)     | 0:0 пен. 4:2 | Комунальник (Слонім) (2)    |
| Барановичі (3)           | 2:1          | Дніпро-ДЮСШ-1 (Рогачов) (2) |
| Сож (Кричев) (3)         | 0:4          | Граніт (Мікашевичі) (2)     |
| Осиповичі (3)            | 1:1 пен. 5:4 | Неман (Мости) (2)           |

## Другий раунд
| Команда 1                     | Рахунок | Команда 2            |
| ----------------------------- | ------- | -------------------- |
| 9 серпня 2003                 |         |                      |
| Пінськ-900 (2)                | 0:4     | Білшина              |
| Береза (2)                    | 0:2     | Динамо (Мінськ)      |
| Хімік (Світлогорськ) (2)      | 4:2     | Зірка-БДУ (Мінськ)   |
| Барановичі (3)                | 0:2     | Шахтар (Солігорськ)  |
| Сморгонь (2)                  | 1:4     | Молодечно-2000       |
| Осиповичі (3)                 | 0:4     | Торпедо (Жодино)     |
| Торпедо-Кадино (Могильов) (2) | 1:2     | Нафтан               |
| Локомотив (Вітебськ) (2)      | 1:0     | Славія-Мозир         |
| Ведрич-97 (Річиця) (2)        | 1:2     | Німан                |
| МТЗ-РІПО (2)                  | 3:2 дч  | Торпедо-СКА (Мінськ) |
| Граніт (Мікашевичі) (2)       | 2:1     | Динамо (Берестя)     |
| 10 серпня 2003                |         |                      |
| Забудова (Чисть) (3)          | 0:4     | БАТЕ                 |

## 1/8 фіналу
| Команда 1                | Рахунок      | Команда 2                  |
| ------------------------ | ------------ | -------------------------- |
| 8 жовтня 2003            |              |                            |
| Локомотив (Мінськ)       | 1:0 дч       | Граніт (Мікашевичі) (2)    |
| БАТЕ                     | 3:0          | Білшина                    |
| Нафтан                   | 1:1 пен. 4:3 | Торпедо (Жодино)           |
| Динамо (Мінськ)          | 5:1          | Дніпро-Трансмаш (Могильов) |
| Німан                    | 2:0          | МТЗ-РІПО (2)               |
| Шахтар (Солігорськ)      | 5:1          | Молодечно-2000             |
| Хімік (Світлогорськ) (2) | 0:1          | Гомель                     |
| Локомотив (Вітебськ) (2) | 1:0          | Даріда                     |

## 1/4 фіналу
| Команда 1     | Рахунок | Команда 2                |
| ------------- | ------- | ------------------------ |
| 3 квітня 2004 |         |                          |
| Гомель        | 3:1     | Локомотив (Мінськ)       |
| БАТЕ          | 3:0     | Локомотив (Вітебськ) (2) |
| Нафтан        | 1:0     | Динамо (Мінськ)          |
| Німан         | 1:2     | Шахтар (Солігорськ)      |

## 1/2 фіналу
| Команда 1           | Заг. | Команда 2 | 1-й матч | 2-й матч |
| ------------------- | ---- | --------- | -------- | -------- |
| 7/11 квітня 2004    |      |           |          |          |
| Шахтар (Солігорськ) | 5:2  | Нафтан    | 2:1      | 3:1      |
| БАТЕ                | 3:5  | Гомель    | 1:2      | 2:3      |

## Фінал
| 16 травня 2004 |

| Гомель | 0:1 дч   | Шахтар         |
| ------ | -------- | -------------- |
|        | Протокол | Трепачкін 113' |

| Стадіон «Динамо», Мінськ Глядачів: 8 500 Арбітр: Сергій Шмолік |